# Билялов, Берик Султангазинович
Билялов Берик Султангазинович (каз. Берік Сұлтанғазыұлы Билялов, род. 3 августа 1963, совхоз «Молодежный», Булаевский район, Северо-Казахстанская область, Казахская ССР, СССР) — казахстанский государственный и политический деятель, генерал-майор полиции.

## Биография
Берик Султангазинович Билялов родился 3 августа 1963 года в совхозе «Молодежный» Булаевского района Северо-Казахстанской области. Трудовой стаж начал участковым инспектором милиции Соколовского районного отдела внутренних дел в 1990 году. Впоследствии ему довелось поработать на разных должностях, в том числе и руководящих: возглавить криминальную полицию республики в 2010 году, всю полицию Северо-Казахстанской области в 2014, а затем в 2019 году и Акмолинскую область, в 2021 году работал советником министра внутренних дел.

## Уголовное преследование
В начале февраля 2023 года, исполняя обязанности начальника ДУИС СКО, был задержан по обвинению в мошенничестве в особо крупном размере, якобы в 2021 году генерал-майор Билялов пообещал за определённую сумму(40 миллионов тенге) помочь «закрыть» дело, однако на деле лишь был незаконно подставлен неизвестным чиновником из высшего эшелона власти(ФИО не сообщается), месть была совершена из личных мотивов. В августе 2023 года был приговорен к 5 годам лишения свободы.
В узких кругах дело классифицируется как политически мотивированное.